# Carrassi
Carrassi è un quartiere di Bari che si trova nelle immediate vicinanze del centro cittadino.

## Geografia
Il quartiere confina:
- a nord con il quartiere Murat;
- a est con il quartiere San Pasquale;
- a sud-est con il quartiere Mungivacca;
- a sud con il quartiere Carbonara;
- a sud-ovest con il quartiere Poggiofranco;
- a nord-ovest con il quartiere Picone.

## Storia e peculiarità
Carrassi è un quartiere di Bari il cui nome ha origine dalla famiglia un tempo proprietaria della gran parte dei terreni della zona. Il rione si sviluppò durante gli anni intorno alla prima guerra mondiale, quando l'area compresa fra Via Re David e Via Picone si venne arricchendo di case ed abitanti.
Il medesimo finì per acquisire una marcata individualità e importanza sia per la presenza della Chiesa Russa, caratteristica costruzione iniziata a realizzare nel 1913, sia perché attraversato in tutta la sua lunghezza, dall'unica e certo antica arteria di collegamento fra il capoluogo e la vicina Carbonara (a quel tempo comune autonomo). Fra il 1909 e il 1952 tale strada fu percorsa dalla tranvia Bari-Carbonara-Ceglie, costruita dalla Società Elettrica Barese, in seguito integrata nella rete urbana di Bari e poi sostituita dalla linea 4 della rete filoviaria.
La superficie di questo territorio era di 1.920.000 metri quadrati ed il perimetro di 5.800 metri, con una distanza massima di 3.000 m e media di 2.500 m dalla sede del municipio.
Il nome Carrassi in un primo momento rimase immutato ma in aderenza all'indirizzo politico dell'epoca fu denominato "XXVIII Ottobre" riferendosi all'azione fascista della Marcia su Roma. La situazione mutò quando dopo la caduta del fascismo il quartiere ritornò a chiamarsi "Carrassi".
L'incremento demografico del quartiere nel XX secolo è di notevole rilevanza.

## Mezzi pubblici
È possibile raggiungere il quartiere Carrassi con i seguenti mezzi pubblici:
- Linee di autobus dell'AMTAB: 4, 10, 11, 11/, 21, 27, 30, 35, C, D;
- Tangenziale di Bari SS 16, uscita 12.